# Centroderes
Genre
Centroderes est un genre de Kinorhynches.

## Liste des espèces
Selon WRMS et ITIS :
- Centroderes spinosus (Reinhard 1881)
- Centroderes eisigii Zelinka 1928

## Référence
- Zelinka, 1907 : Zur Kenntnis der Echinoderen. Zoologischer Anzeiger, vol. 32, n. 5, p. 130-136.